# Myotis oreias
Myotis oreias es una especie de murciélago de la familia Vespertilionidae.

## Distribución geográfica
Se encuentra en Singapur.